# Dorcadiopsis planipennis
Dorcadiopsis planipennis is een keversoort uit de familie boktorren (Cerambycidae). De wetenschappelijke naam van de soort is voor het eerst geldig gepubliceerd in 1941 door Müller.